# آيت هاني (إقليم الرشيدية)
 آيت هاني ⴰⵢⵜ ⵀⴰⵏⵉ  (بالإنجليزية: AIT HANI)‏ هي جماعة قروية تابعة لإقليم الرشيدية ضمن جهة مكناس تافيلالت بالمغرب. بلغ مجموع عدد سكان  آيت هاني  حسب إحصاءات 2004 حوالي 9578 نسمة يعيشون في 1593 أسرة.

## إحصاء عام
| السنة | عدد السكان | عدد الأسر | عدد الأجانب |
| ----- | ---------- | --------- | ----------- |
| 1994  | 9054       | 1482      | °°°°        |
| 2004  | 9578       | 1593      | 0           |